# Сеге ди Вила (Белуно)
Сеге ди Вила (итал. Seghe di Villa) је насеље у Италији у округу Белуно, региону Венето.
Према процени из 2011. у насељу је живело 33 становника. Насеље се налази на надморској висини од 327 м.